# Zebrafink
Zebrafink (Taeniopygia guttata) är en astrild från Indonesien och Australien som är en mycket vanlig burfågel.

## Kännetecken

### Utseende
Zebrafinken har en typisk rödfärgad konisk finknäbb och ett vitt och ett svart vertikalt streck under ögat, gråblå hjässa och mantel, brungrå vingovansida och svart- och vitbandad stjärtovansida. Honan har ljust bröst och undersida, och vita örontäckare medan hanen har orangeröda örontäckare och gråblått bröst med mörk vattring som avslutas med ett mörkt bröstband. Nedre delen av bröstet och undersidan på hanen är ljus och den har en brunorange kroppsida med vita cirkulära fläckar. Den mäter 10–13 cm på längden. Fåglar i Australien är något större än de i Små Sundaöarna.

### Läte
Sången, som bara utförs av adulta hanar, är en serie högljudda pip, vilka beskrivits som en leksakstrumpet, ett flipperspel eller knapptryckningar på en telefon. Sången ackompanjeras av ett vinande ljud för att locka honor och ett väsande för revirbevakning.

## Utbredning och systematik
Zebrafinken är en nomadisk stannfågel med ett utbredningsområde i Indonesien och i merparten av Australien, förutom på Tasmanien och i områden med mycket nederbörd i de nordligaste, sydöstra och sydvästra områdena. Utanför sitt huvudsakliga utbredningsområde så finns det en godkänd observation på Bali.
Zebrafinken placeras idag som ensam art i Taeniopygia. Den brukar delas upp i två underarter: 
- Taeniopygia guttata guttata – nominatformen finns i Indonesien, på de Små Sundaöarna (däribland Östtimor) och längs Australiens kuster.
- Taeniopygia guttata castanotis – finns i Australiens inland

Underarten castanotis har ibland behandlats som egen art.

### Introducerade populationer
Zebrafinken är introducerad i Portugal, Puerto Rico och USA och det finns förvildade populationer på flera platser i dessa länder. Den har även observerats som förrymd i Danmark.

## Ekologi
Zebrafinken återfinns i gräsbiotoper, ofta i närheten av vatten och buskar, och även i öppna odlade områden. Födan består huvudsakligen av frön, men såväl frukt som insekter ingår också i dieten. Den befinner sig ofta på marken. De har ett slarvigt sätt att äta, vilket gynnar fröspridning för de aktuella växterna.

### Häckning
Finkarna lever i par eller flock och blir 7-12 år gamla. Finken är flexibel i sina bovanor och bona byggs såväl i träd, buskar, termitstackar eller klippskrevor som i andra fåglars bon eller i utstickande detaljer på byggnader. Boet, som är pungformat, används även mellan häckningsperioderna, för att sova i. Häckingssäsongen sträcker sig oftast mellan augusti och december men kan pågå längre. Under parningsleken putsar paret varandras fjädrar.
Honan lägger ett till två ägg om dagen under en period på några få dagar, och kan få upp till sex ägg per kull. Både hanen och honan hjälper till att ruva äggen. Efter kläckningen tar det två veckor tills ungarna är flygfärdiga. I början är de grå med en svart näbb, som senare blir den karakteristiska orangea färgen.

## Burfågel
Zebrafinken är en lättskött burfågel. I fångenskap behöver finkarna gott om utrymme att flyga och även ett tillskott av kalcium.

## Status
IUCN bedömer hotstatus för underarterna var för sig, båda som livskraftiga.